# 地下动物
地下动物（英語：Subterranean fauna）指适应地下环境的动物物种。穴居动物和地下水动物是地下动物的两种类型。两者都与地下栖息地相关——洞穴动物与陆地地下环境（洞穴和地下空间，位于地下水位以上）相关，而地下水动物则与各种地下水域（地下水、含水层、地下河、滴水碗、石池等）相关。

## 环境
地下动物遍布全球，涵盖了许多动物类群，主要是节肢动物和其他无脊椎动物。然而，也有一些脊椎动物（如洞穴鱼和洞穴蝾螈），尽管它们较为少见。由于探索地下环境的复杂性，许多地下物种尚未被发现和描述。
地下栖息地的特殊性使其成为一种极端环境，因此地下物种通常比生活在地表栖息地的物种少。地下环境的主要特征是缺乏阳光。气候值，如温度和相对湿度，通常几乎稳定——温度与洞穴开口处的年平均温度一致，相对湿度很少低于90%。食物来源有限且局部化。缺乏阳光抑制了光合作用，因此食物仅来自地表环境（通过渗透水、重力或动物的被动运输）。例外情况是像莫维尔洞穴这样的洞穴，其中化学合成构成了食物链的基础。靠近地表的洞穴，如熔岩管，通常有树根从洞穴顶部垂下，为吸食树液的昆虫提供营养。 地下栖息地中其他重要的食物来源包括正在分解的动物和蝙蝠粪便， 这在此类洞穴中形成了大型无脊椎动物群落。

## 生态分类
洞穴栖息的动物表现出对地下环境的不同程度的适应。根据最近的分类，生活在陆地地下栖息地的动物可以根据其生态学分为3类：
- 洞穴生物（或洞穴生物）：强烈依赖地下栖息地的物种；
- 洞穴爱好者：既生活在地下也生活在地表栖息地的物种。洞穴爱好者还分为真洞穴爱好者（能够维持永久地下种群的物种）和亚洞穴爱好者（倾向于永久或暂时栖息于地下栖息地，但在某些功能上与地表栖息地密切相关的物种）；
- 洞穴外来者：仅偶尔出现在地下栖息地且无法建立地下种群的物种。[8]

对于地下水动物，相应的术语为地下水生物（或地下水生物）、地下水爱好者和地下水外来者。

## 生物学

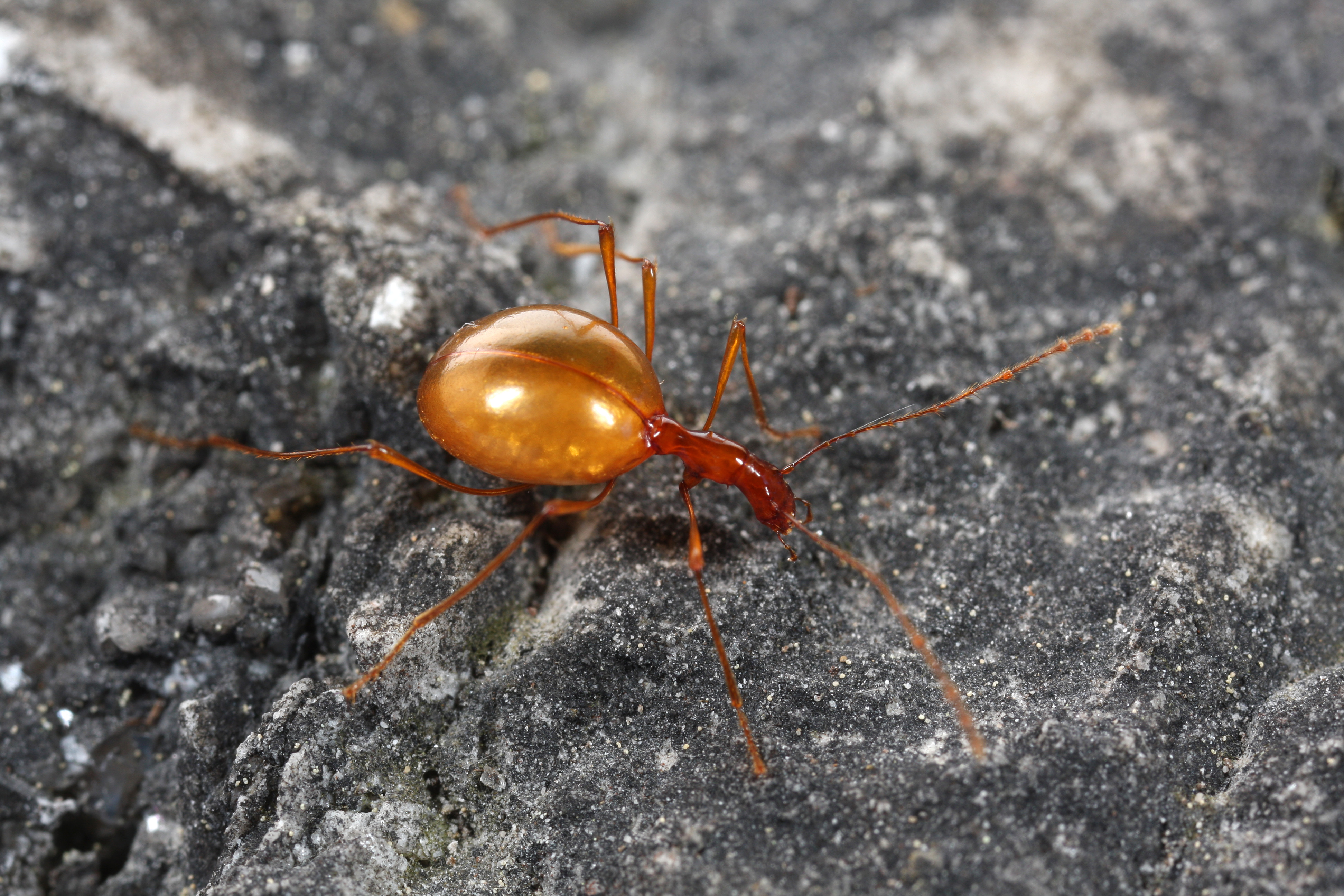
洞穴甲虫Leptodirus hochenwartii（球蕈甲科）

地下环境的特征导致洞穴栖息的动物进化出许多适应，包括形态学和生理学上的适应。形态学适应的例子包括脱色（外部色素消失）、角质层厚度的减少以及视力的极端退化，最终导致无眼症（完全失去眼睛）。然而，例外情况是新西兰洞穴中的盲蛛（盲蛛目），它们拥有大而功能正常的眼睛，推测是因为这些类似蜘蛛的螯肢动物以洞穴中发光的萤火虫幼虫Arachnocampa为食，它们通过视觉探测这些幼虫。 其他适应包括触角和运动附肢的发育和延长，以便更好地移动和响应环境刺激。这些结构富含化学感受器、机械感受器和湿度感受器（如洞穴甲虫Leptodirus hochenwartii中的哈曼器官）。
生理适应包括缓慢的新陈代谢和减少的能量消耗，这是由于食物供应有限和能量效率低。这可能是通过减少运动、消除攻击性互动、提高摄食能力和食物利用效率以及通过变温性实现的。因此，洞穴栖息的动物可以在不进食的情况下长时间生存，寿命比类似的地表物种更长，繁殖时间较晚，并产生较少但较大的卵。

## 进化与生态
地下动物在孤立的环境中进化。 地层屏障，如岩壁和岩层，以及河流屏障，如河流和溪流，阻止或阻碍了这些动物的扩散。 因此，地下动物的栖息地和食物供应可能非常分散，并导致了观察到的景观多样性。

## 对地下动物的威胁
洪水可能对地下物种有害，因为它会显著改变栖息地、食物和与其他栖息地及氧气的连通性。许多地下动物可能对环境变化敏感，洪水可能伴随着温度下降，这可能会对某些动物产生不利影响。
人类也对洞穴动物构成威胁。污染物（如农药和污水）的管理不善可能会毒害地下动物群落，而栖息地的破坏（如地下水位的上升/下降或各种形式的采矿）也可能是一个主要威胁。